# Административна подјела Норвешке
Административна подјела Норвешке настала је под снажним утицајем издуженог облика земље, бројних унутрашњих географских баријера и често растуреног и раздвојеног обрасца насељених мјеста. То је стурктура која није само била подложна промијенама током времена, него је остала подложна и сталном преиспитивању. Крајем 2018. године, планови реформе административне подјеле земље су приведени крају и они би на крају требало да замијене постојећих 19 округа (fylker) са 11 регија (regioner).

## Формална подјела
Постоје три степена политичке администрације у Норвешкој:
- Краљевина, која захвата цијелу метрополитску Норвешку укључујући њена интегрална прекоморска подручја Свалбард и Јан Мајен. Док Свалбард подлеже међународном споразуму са одређеним ограничењима норвешког суверенитета, Јан Мајен дијели гувернера округа са округом Народланд.
- Окрузи, којих има укупно 18. Они дијелом потичу од подјеле које су претходиле уставу Норвешке из 1814. и независности 1905. године. Окрузи дјелују и као изворне јединице током парламентарних избора.
- Општине, којих има укупно 422.[2] Поред тога, мјесне власти Лонгјира имају неке сличности са општинским.
- Спољне зависне територије.

Како се инфраструктура за путовања и комуникације током година побољшавала, тако су користи од даље консолидације и даље у току. Број општина је са 744 током 1960-их пао на данашњих 422, а планирано је још спајања. Слично томе, политичке одговорности округа су смањене, а раније је било говора о њиховом комбиновању у 5—9 регија до 2010. године. Иако се ти конкретни планови нису острварили, слична схема поново се разматрала 2018. године.
Унутар државне управе, постоји неколико изузетака од подјеле на округе:
- Судски систем Норвешке је подијељен на шест апелационих округа.
- Државна Црква Норвешке је подијељена на једанаест бискупија.
- Тринаест изборних јединица за изборе за Самски парламент Норвешке, који је дио норвешког државног апарата, не поштује границе округа — понекад обухвата и неколико округа. Међутим, они поштују границе општина.